# Göta Pettersson

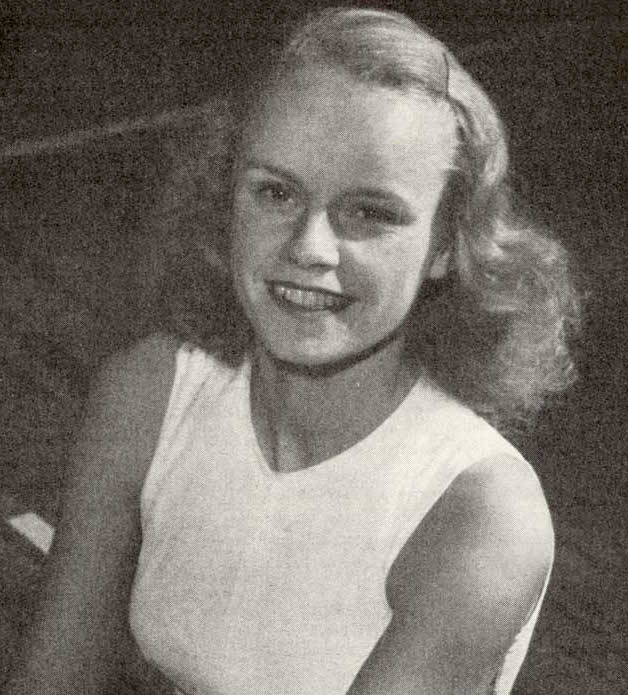
Göta Pettersson

Göta Elisabeth Pettersson (* 18. Dezember 1926 in Stockholm; † 9. Oktober 1993 ebenda) war eine schwedische Turnerin.
Bei den Olympischen Spielen 1948 in London wurde nur ein Wettbewerb für Turnerinnen angeboten, der Mannschaftsmehrkampf. Es siegte die tschechoslowakische Mannschaft vor den Ungarinnen und dem US-Team. Göta Pettersson belegte mit der schwedischen Mannschaft den vierten Platz, wobei sie mit 50,10 Punkten viertbeste Turnerin ihrer Mannschaft war.
1950 wurden erstmals nach dem Zweiten Weltkrieg Turn-Weltmeisterschaften ausgetragen. Bei den Wettkämpfen in Basel gewann das schwedische Team die Mannschaftswertung mit Evy Berggren, Vanja Blomberg, Karin Lindberg, Gunnel Ljungström, Hjördis Nordin, Ann-Sofi Pettersson-Colling, Göta Pettersson und Ingrid Sandahl.
Bei den Olympischen Spielen 1952 wurden neben dem Mannschaftswettbewerb sechs weitere Wettbewerbe für Turnerinnen angeboten: Einzelmehrkampf, vier Einzelgeräte und die Gruppengymnastik. Die schwedische Mannschaft belegte im Mannschaftsmehrkampf den vierten Platz hinter der Sowjetunion, Ungarn und der Tschechoslowakei. Im Einzelmehrkampf belegte Göta Pettersson den 37. Platz, an den Geräten war der 31. Platz im Sprung ihr bestes Ergebnis. In der abschließend ausgetragenen Gruppengymnastik mit Handgeräten gewann die schwedische Mannschaft vor der Sowjetunion und Ungarn. Die schwedische Riege siegte in der Besetzung Evy Berggren, Vanja Blomberg, Karin Lindberg, Hjördis Nordin, Ann-Sofi Pettersson-Colling, Göta Pettersson, Gun Röring und Ingrid Sandahl.